# 張三傑
張三傑（16世紀—17世紀），號四如，山東東昌府濮州觀城縣人，明朝政治人物。

## 生平
張三傑是萬曆三十七年（1609年）的舉人，四十一年（1613年）成進士，禮部觀政，獲授南京大理寺評事，其後歷官戶部主事、郎中，四十七年（1619年）五月外任汾州知府。
天啟二年（1622年）張三傑再升任山西按察使司副使、分巡口北道，五年九月加升山西按察使、照旧管事，六年官至甘肅巡撫右佥都御史，士兵人民都對他感念戴德，崇禎元年（1628年）因為掩飾戰敗，被迫致仕回鄉，死後在鄉賢祠祭祀。

## 家族
曾祖张九畴。祖父张可立，州吏目。父张问士，廪生。

## 引用
1. 1 2  乾隆《曹州府志·卷十五·人物》：張三傑 觀城人，萬歷癸丑進士。初授大理寺評事，歷甘肅巡撫，兵民懷德畏威，致仕歸里，卒祀鄉賢。
2. ↑  乾隆《曹州府志·卷十三·選舉》：萬曆三十七年己酉科（舉人）……張三傑 觀城人
3. ↑  《萬曆四十一年癸丑科進士履歷》：张三杰，四如，春秋房，丁亥十一月二十二日生。觀城县人，己酉鄉試六十八名，会试一百四十七名，三甲八十三名。礼部政，授南左評事，升南户部主事，戊午改北户部主事，己未升河南司员外，升陕西司郎中，本年升汾州知府，壬戌升山西付使，乙丑加按察使，丙寅升甘肃巡抚右佥都，戊辰闲住，己巳为民。
4. ↑  《明神宗顯皇帝實錄·卷五百六十九》：（萬曆四十六年閏四月己未）齊庶人睿煣、文室、文宏、睿熅等乘醉毆辱戶部主事張三傑……
5. ↑  《明神宗顯皇帝實錄·卷五百八十二》：（萬曆四十七年五月壬寅）陞刑部郎中李俸知陝西鳳翔府；戶部郎中張三傑知山西汾州府；劉生和知湖廣寶慶府；大理寺寺正王振祚知湖廣德安府。
6. ↑  《明熹宗悊皇帝實錄·卷六十三》：（天啟五年九月丙午）加陞山西按察司副使分廵口北道張三傑為按察使，照舊管事。
7. ↑  《崇禎長編·卷七》：（崇禎元年三月辛巳）福建巡撫都御史朱一馮罷，兵科給事中張鼎延紏其撫閩不効也，并紏甘肅巡撫張三傑掩敗為功賄逆得陞，宜勘明定罪。……部覆二【三】傑罷職時行致仕。